# Tancat del Galan
El Tancat del Galan és una zona del Vendrell en desenvolupament situada al nord-oest del municipi.